# لوكهيد هدسون
لوكهيد هدسون (بالإنجليزية: Lockheed Hudson) كانت طائرة استطلاع ودورية بحرية ساحلية وقاذفة قنابل خفيفة، بنيت في الولايات المتحدة، تم بناؤها في البداية لصالح سلاح الجو الملكي وذلك قبل اندلاع الحرب العالمية الثانية بوقت قصير وتم تشغيلها في الأساس بواسطة سلاح الجو الملكي البريطاني. كانت طائرة هدسون هي أول عقد كبير لبناء طائرة لشركة لوكهيد وذلك عندما طلب سلاح الجو الملكي بريطاني 200 طائرة هدسون وهذا العدد يفوق أي طلب سابق تسلمته الشركة. خدمت هدسون طوال فترة الحرب، بشكل رئيسي مع القيادة الساحلية ولكن أيضًا في قامت بأدوار النقل والتدريب بالإضافة إلى قامت بدور توصيل ونقل العملاء إلى فرنسا المحتلة. كما استخدمت على نطاق واسع مع الأسراب المضادة للغواصات التابعة للقوة الجوية الملكية الكندية والقوات الجوية الملكية الأسترالية.

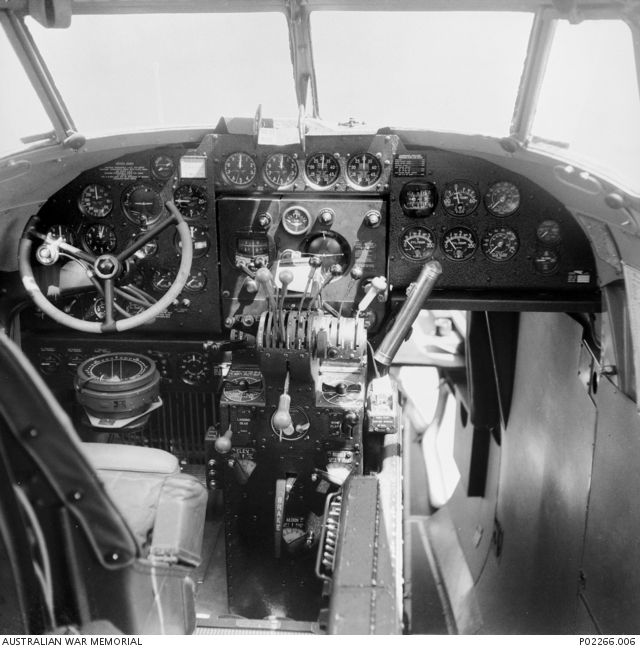
قمرة القيادة في لوكهيد هدسون

## المشغلون
أستراليا
- القوات الجوية الملكية الأسترالية

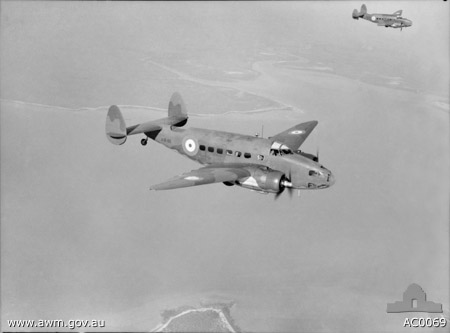
طائرتين استراليتين من طراز لوكهيد هدسون في عام 1940

  - Squadrons serving in the حرب المحيط الهادئ:
    - سرب رقم 1، القوات الجوية الملكية الأسترالية
    - سرب رقم 2، القوات الجوية الملكية الأسترالية
    - No. 6 Squadron RAAF
    - No. 7 Squadron RAAF
    - No. 8 Squadron RAAF
    - No. 13 Squadron RAAF
    - No. 14 Squadron RAAF
    - No. 23 Squadron RAAF
    - No. 24 Squadron RAAF
    - No. 32 Squadron RAAF
    - No. 1 Operational Training Unit RAAF

  - Article XV squadrons serving with RAF Middle East Command:
    - No. 459 Squadron RAAF

 البرازيل
- القوات الجوية البرازيلية
  - 2nd Medium Bomber Group (27 units A-28A)

 Canada
- سلاح الجو الملكي الكندي
  - Squadrons serving with the Home War Establishment (HWE):
    - No. 11 Squadron RCAF
    - No. 113 Squadron RCAF
    - No. 119 Squadron RCAF
    - No. 120 Squadron RCAF
    - No. 145 Squadron RCAF

  - Article XV squadrons serving with RAF Coastal Command:
    - No. 407 Squadron RCAF

 الصين
- Chinese Nationalist Air Force

 أيرلندا
- Irish Air Corps

 إسرائيل
- القوات الجوية الإسرائيلية

 هولندا
- سلاح الجو الملكي الهولندي
  - No. 320 Squadron RAF

 نيوزيلندا

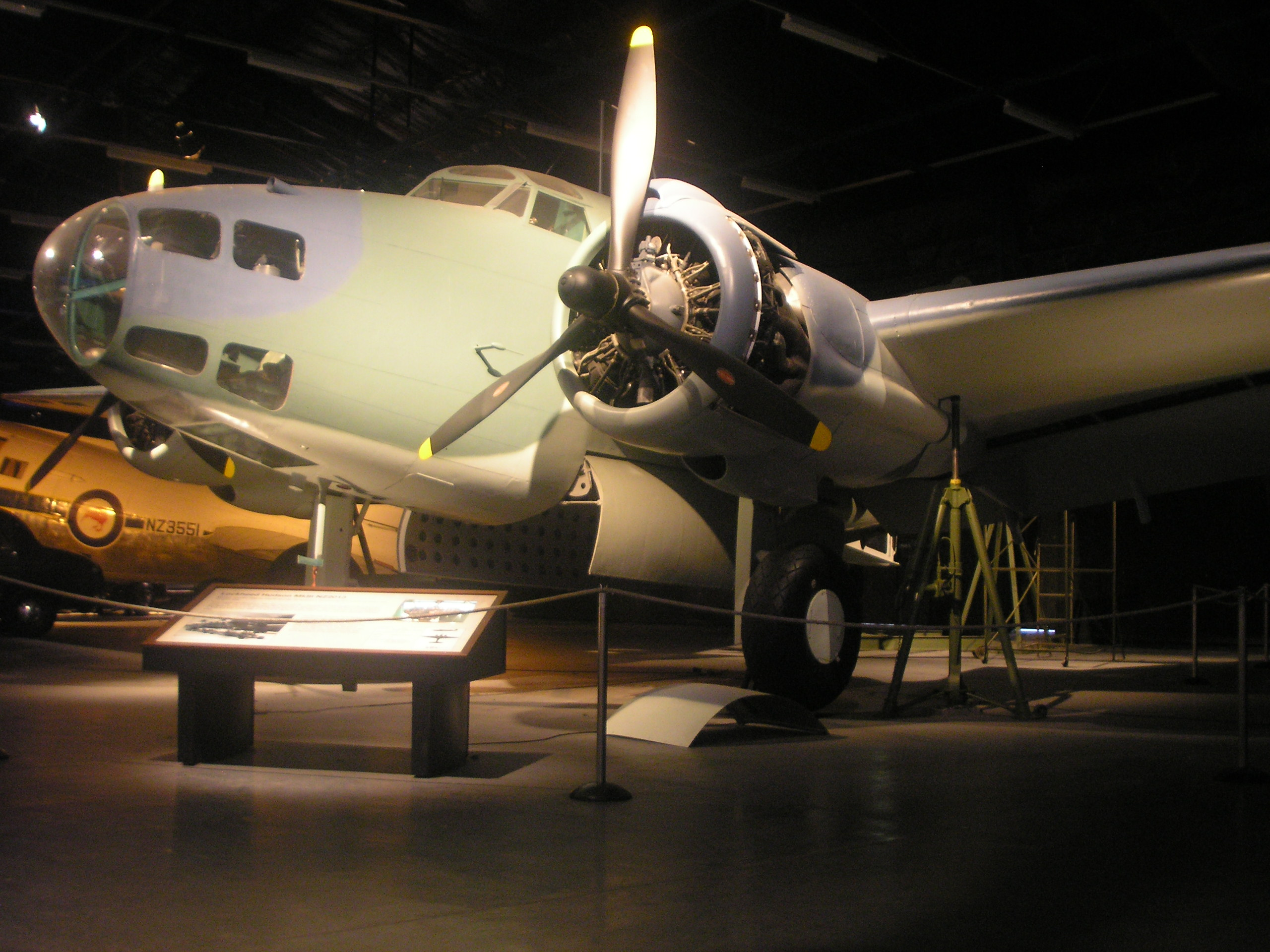
Hudson in the RNZAF Museum.

- القوات الجوية الملكية النيوزيلندية
  - No. 1 Squadron RNZAF
  - No. 2 Squadron RNZAF
  - No. 3 Squadron RNZAF
  - No. 4 Squadron RNZAF
  - No. 9 Squadron RNZAF
  - No. 40 Squadron RNZAF
  - No. 41 Squadron RNZAF
  - No. 42 Squadron RNZAF

 البرتغال
- سلاح الجو البرتغالي

 South Africa
- سلاح الجو الجنوب أفريقي

 المملكة المتحدة
- سلاح الجو الملكي
  - No. 24 Squadron RAF
  - No. 48 Squadron RAF
  - No. 53 Squadron RAF
  - No. 59 Squadron RAF
  - No. 62 Squadron RAF
  - No. 117 Squadron RAF
  - No. 139 Squadron RAF
  - No. 161 Squadron RAF
  - No. 163 Squadron RAF
  - No. 194 Squadron RAF
  - No. 200 Squadron RAF
  - No. 203 Squadron RAF
  - No. 206 Squadron RAF
  - No. 212 Squadron RAF
  - No. 217 Squadron RAF
  - No. 220 Squadron RAF
  - No. 224 Squadron RAF
  - No. 231 Squadron RAF
  - No. 233 Squadron RAF
  - No. 251 Squadron RAF
  - No. 267 Squadron RAF
  - No. 269 Squadron RAF
  - No. 271 Squadron RAF
  - No. 279 Squadron RAF
  - No. 285 Squadron RAF
  - No. 287 Squadron RAF
  - No. 288 Squadron RAF
  - No. 289 Squadron RAF
  - No. 353 Squadron RAF
  - No. 357 Squadron RAF
  - No. 500 Squadron RAF
  - No. 517 Squadron RAF
  - No. 519 Squadron RAF
  - No. 520 Squadron RAF
  - No. 521 Squadron RAF
  - No. 608 Squadron RAF
  - Communication Flight Iraq and Persia[4]
- البحرية الملكية البريطانية Fleet Air Arm
  - 4 aircraft from Royal Air Force

 الولايات المتحدة
- Sperry Gyroscope
- القوات الجوية لجيش الولايات المتحدة

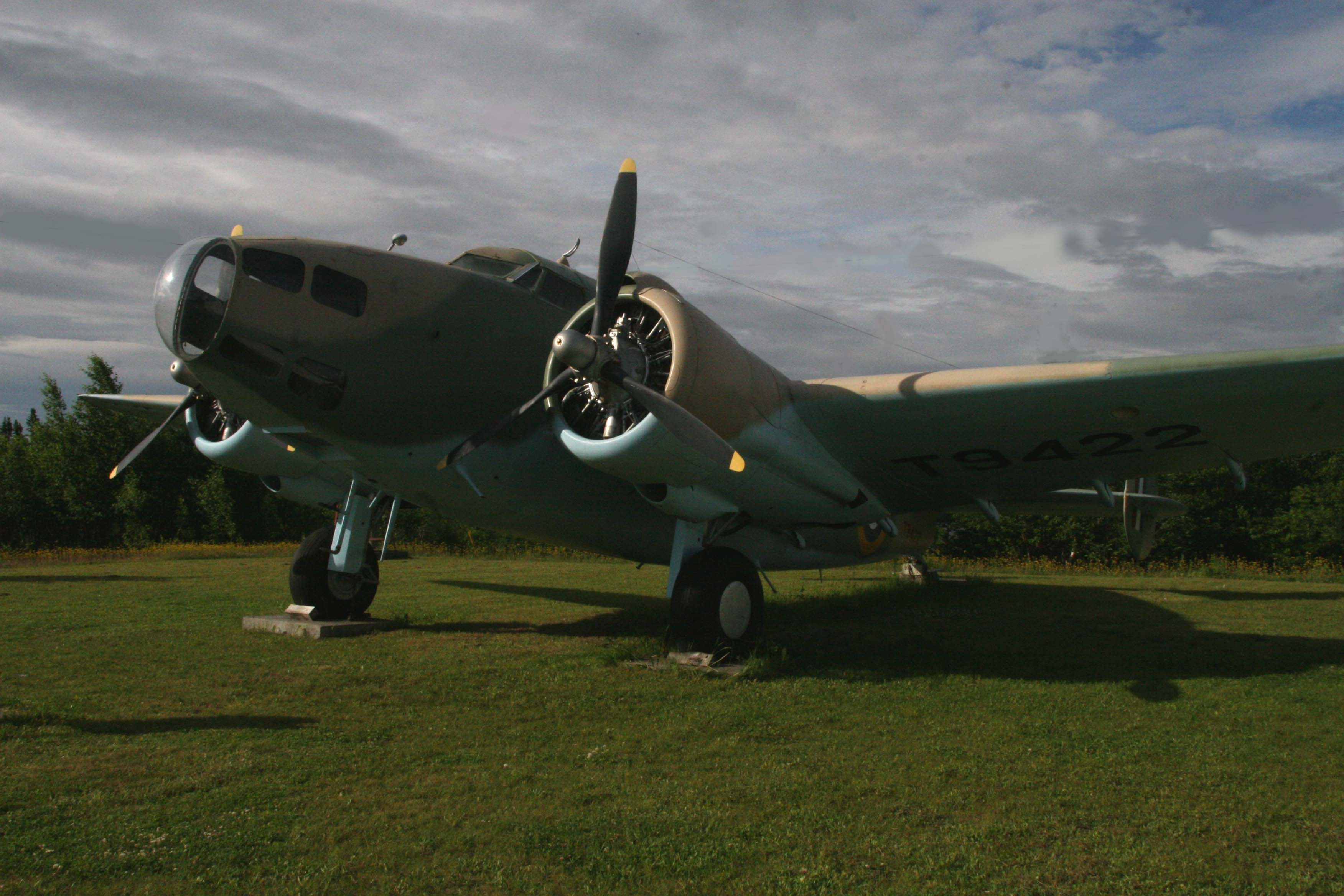
Lockheed Hudson Mk IIIA (T9422) at the North Atlantic Aviation Museum, Gander, Newfoundland

- بحرية الولايات المتحدة

### المشغلون المدنيون
أستراليا
- الخطوط الجوية الشرقية الغربية
- Adastra Air Surveys[5]

 البرتغال
- تاب برتغال

 Trinidad and Tobago
- British West Indian Airways

 المملكة المتحدة
- شركة الخطوط الجوية البريطانية لما وراء البحار

## مواصفات (Hudson Mk I)
البيانات من [بحاجة لمصدر]
الخصائص العامة
- الطاقم: 6
- الطول: 44 ft 4 in (13.51 m)
- باع الجناح: 65 ft 6 in (19.96 m)
- الارتفاع: 11 ft 10 in (3.62 m)
- مساحة الجناح : 551 sq ft (51.2 m²)
- الوزن فارغة: 12,000 lb (5,400 kg)
- الوزن محملة: 17,500 lb (7,930 kg)
- وزن الإقلاع الأقصى: 18,500 lb (8,390 kg)
- محرك الطائرة: 2 × رايت سيكلون 9-cylinder محرك شعاعيs, 1,100 hp (820 kW)  الواحد

الأداء
- السرعة القصوى: 218 kt (246 mph, 397 km/h)
- مدى (طائرة): 1,700 nmi (1,960 mi, 3,150 km)
- سقف الخدمة: 24,500 ft (7,470 m)
- معدل الصعود: 1,200 ft/min (6.2 m/s)

### ببليوغرافيا
- Borth, Christy. Masters of Mass Production. Indianapolis, Indiana: Bobbs-Merrill Co., 1945.
- Douglas, W.A.B. The Creation of a National Air Force. Toronto, Ontario, Canada: University of Toronto Press, 1986. (ردمك 978-0-80202-584-5).
- Francillon, René. Lockheed Aircraft since 1913. London: Putnam, 1987. (ردمك 0-85177-805-4).
- Herman, Arthur. Freedom's Forge: How American Business Produced Victory in World War II. New York: Random House, 2012. (ردمك 978-1-4000-6964-4).
- Kightly, James."Database: Lockheed Hudson". Aeroplane, Vol. 43, No. 10, October 2015. pp. 73–88.
- Marson, Peter J. The Lockheed Twins. Tonbridge, Kent, UK: Air-Britain (Historians) Ltd, 2001. (ردمك 0-85130-284-X).
- Parker, Dana T. Building Victory: Aircraft Manufacturing in the Los Angeles Area in World War II. Cypress, California: Amazon Digital Services, Inc., 2013. (ردمك 978-0-9897906-0-4).
- Swanborough, Gordon and Peter M. Bowers. United States Navy Aircraft since 1911. Annapolis, Maryland: Naval Institute Press, 1976. (ردمك 0-87021-792-5).
- Vincent, David. The RAAF Hudson Story: Book One Highbury, South Australia: David Vincent, 1999. (ردمك 0-9596052-2-3)
- Lake, Alan. Flying Units of the RAF – The ancestry, formation and disbandment of all flying units from 1912. Airlife Publishing Ltd, Shrewsbury, UK, 1999, (ردمك 1840370866).

## روابط خارجية
- RNZAF Museum Hudson page
- Temora Aviation Museum Hudson page نسخة محفوظة 16 يونيو 2008 على موقع واي باك مشين.
- ADASTRA Aerial Surveys Hudson page

قالب:USN patrol aircraft